# Calle Libreros (Salamanca)
La calle de Libreros (o más propiamente, Calle de los Libreros) de Salamanca es una vía peatonal situada en el centro histórico de la ciudad.
En tiempos fue la vía principal de Salamanca, por donde la Vía de la Plata atravesaba la ciudad. Este recorrido comenzaba en el puente romano, seguía por la calle Libreros, atravesaba la Plaza del Consistorio (o Azogue Nuevo, plaza principal en cierta época, aproximadamente también en el solar de la Clerecía), seguía por la Calle de Meléndez y salía del recinto amurallado por la puerta de Oriente, junto a la ermita de San Martín (donde está la actual Plaza Mayor, que por entonces se llamaba plaza de San Martín, desde la cual salían los caminos a Zamora (actual calle Zamora), a Toro y a Valladolid (actual calle de Toro).
En 1250 se la denominaba como la rúa de San Isidro a San Millán. Cuando el príncipe Juan mandó empedrar varias calles de la ciudad en 1497 se la identificaba como rúa Nueva.
En ella se instaló la primera imprenta y librería de Salamanca; muchos otros libreros siguieron su ejemplo, dándole nombre a la calle excepto entre 1902 y 1933, en que tuvo el nombre oficial de calle del Conde de Romanones, en reconocimiento al interés que había tenido el ministro por la Universidad.
En esta calle se encuentra el edificio histórico de la universidad o Escuelas Mayores, que es a la vez el centro de la calle, la Casa-Museo de Miguel de Unamuno, el edificio del colegio menor Santa María de los Ángeles y el ábside de la iglesia de San Millán. La vista de la cúpula de la Clerecía al final de la calle y la de la torre y portada de la Catedral Nueva desde la confluencia con la calle Calderón son otros de los atractivos de esta calle.